# Les Sables Vendée Basket
Actualités
Les Sables Vendée Basket est un club de basket-ball français évoluant en NM1 basé dans la ville des Sables-d'Olonne.

## Bilan saison par saison
| Saison                   | Championnat national | Championnat national | Championnat national | Championnat national | Championnat national | Championnat national | Championnat national | Championnat national | Championnat national | Coupe de France | Autres compétitions nationales | Autres compétitions nationales | Coupes européennes | Coupes européennes |
| Saison                   | Niveau               | Division             | Classement           | MJ                   | V                    | N                    | D                    | %V                   | Play-offs            | Coupe de France | Compétition                    | Résultat                       | Compétition        | Résultat           |
| ------------------------ | -------------------- | -------------------- | -------------------- | -------------------- | -------------------- | -------------------- | -------------------- | -------------------- | -------------------- | --------------- | ------------------------------ | ------------------------------ | ------------------ | ------------------ |
| Pays des Olonnes Basket  |                      |                      |                      |                      |                      |                      |                      |                      |                      |                 |                                |                                |                    |                    |
| 2006-2007                | ?                    | ?                    | ?                    | ?                    | ?                    | ?                    | ?                    | ?                    | -                    | ?               | -                              | -                              | -                  | -                  |
| 2007-2008                | 6                    | Régionale 1          | ?                    | ?                    | ?                    | ?                    | ?                    | ?                    | -                    | ?               | -                              | -                              | -                  | -                  |
| 2008-2009                | 5                    | Nationale 3          | ?                    | ?                    | ?                    | ?                    | ?                    | ?                    | -                    | ?               | -                              | -                              | -                  | -                  |
| 2009-2010                | ?                    | ?                    | ?                    | ?                    | ?                    | ?                    | ?                    | ?                    | -                    | ?               | -                              | -                              | -                  | -                  |
| 2010-2011                | 5                    | Nationale 3          | ?                    | ?                    | ?                    | ?                    | ?                    | ?                    | -                    | ?               | -                              | -                              | -                  | -                  |
| 2011-2012                | 4                    | Nationale 2          | ?                    | ?                    | ?                    | ?                    | ?                    | ?                    | -                    | ?               | -                              | -                              | -                  | -                  |
| 2012-2013                | 4                    | Nationale 2          | 10e/14               | 26                   | 11                   | 0                    | 15                   | 42 %                 | -                    | ?               | -                              | -                              | -                  | -                  |
| 2013-2014                | 4                    | Nationale 2          | 13e/14               | 26                   | 8                    | 0                    | 18                   | 31 %                 | -                    | ?               | -                              | -                              | -                  | -                  |
| 2014-2015                | 5                    | Nationale 3          | ?                    | ?                    | ?                    | ?                    | ?                    | ?                    | -                    | ?               | -                              | -                              | -                  | -                  |
| 2015-2016                | 4                    | Nationale 2          | 6e/14                | 26                   | 13                   | 0                    | 13                   | 50 %                 | -                    | ?               | -                              | -                              | -                  | -                  |
| 2016-2017                | 4                    | Nationale 2          | 9e/14                | 26                   | 12                   | 0                    | 14                   | 46 %                 | -                    | ?               | -                              | -                              | -                  | -                  |
| 2017-2018                | 4                    | Nationale 2          | 7e/13                | 24                   | 13                   | 0                    | 11                   | 54 %                 | -                    | ?               | -                              | -                              | -                  | -                  |
| 2018-2019                | 4                    | Nationale 2          | 2e/14                | 26                   | 20                   | 0                    | 6                    | 77 %                 | 1/4 de f.            | 1/64e de f.     | -                              | -                              | -                  | -                  |
| 2019-2020                | 4                    | Nationale 2          | 1er/14               | 19                   | 15                   | 0                    | 4                    | 79 %                 | -                    | -               | -                              | -                              | -                  | -                  |
| Les Sables Vendée Basket |                      |                      |                      |                      |                      |                      |                      |                      |                      |                 |                                |                                |                    |                    |
| 2020-2021                | 3                    | Nationale 1          | 12e/14               | 26                   | 8                    | 0                    | 18                   | 31 %                 | -                    | 1/32e de f.     | -                              | -                              | -                  | -                  |
| 2021-2022                | 3                    | Nationale 1          | 10e/14               | 26                   | 12                   | 0                    | 14                   | 46 %                 | -                    | 1/64e de f.     | -                              | -                              | -                  | -                  |
| 2022-2023                | 3                    | Nationale 1          | En cours             | -                    | -                    | -                    | -                    | -                    | -                    | 1/64e de f.     | -                              | -                              | -                  | -                  |

## Joueurs et personnalités du club

### Entraîneurs
- 2008-nov. 2013 :  Sébastien Cartier[3],[4],[5]
- Nov. 2013-2017 :  Arnaud Tessier[6]
- 2017-2021 :  Guillaume Pons
- 2021-nov. 2022 :  Makan Dioumassi
- Nov. 2022-mai 2023 :  Guillaume Pons
- 2023-2024 :  Denis Mettay
- 2024- :  François Sence

### Joueurs emblématiques
- Benjamin Boutry (2011-2016)[7]
- Mathieu Boutry (2012-2018)[8]
- Lucas Durand (2016-2021)
- Arnaud Imhoff (2017-2021)
- Grégory Lessort (2018-)
- Erwan Mourier (2009-2021)[9]
- Mykal Riley (2021-2022)
- Aurélien Toto N'Koté (2016-2020)
- Jean-Michel Mipoka (2023-)

## Budget
| Saison   | 2019-2020 | 2020-2021 |
| Budget   | 520 k €   | 700 k €   |
| Division | NM2 (D4)  | NM1 (D3)  |